# Conchi Navío
María Concepción Navío Collados, detta Conchi (Madrid, 22 settembre 1956), è un'ex cestista spagnola.

## Carriera
Con la Spagna ha disputato due edizioni dei Campionati europei (1974, 1976).